# Murphydoris singaporensis
Murphydoris singaporensis Sigurdsson è un mollusco nudibranchio della famiglia Goniodorididae. È l'unica specie nota del genere Murphydoris.
Il nome deriva dall'isola di Singapore, località di rinvenimento.

## Biologia
Il suo cibo preferito è il briozoo Sundanella sibogae.